# ام‌اس‌سی پاملا
ام‌اس‌سی پاملا (به انگلیسی: MSC Pamela) یک کشتی است که طول آن ۳۳۶٫۶۴ متر (۱٬۱۰۴ فوت ۶ اینچ) می‌باشد.